# Jekaterina Awdejenko
Jekaterina Awdejenko (kasachisch Екатерина Авдеенко, englisch Yekaterina Avdeyenko; * 20. Dezember 2004) ist eine kasachische Leichtathletin, die sich auf den Siebenkampf spezialisiert hat.

## Sportliche Laufbahn
Erste Erfahrungen bei internationalen Meisterschaften sammelte Jekaterina Awdejenko im Jahr 2023, als sie bei den Hallenasienmeisterschaften in Astana mit 3999 Punkten den fünften Platz im Fünfkampf belegte. Im Sommer beendete sie ihren Wettkampf bei den U20-Asienmeisterschaften in Yecheon bereits nach dem ersten Bewerb. 2025 musste sie ihren Wettkampf bei den Asienmeisterschaften in Gumi ebenfalls vorzeitig beenden.
2024 wurde Awdejenko kasachische Meisterin im Siebenkampf sowie 2023 und 2025 Hallenmeisterin im Fünfkampf.

## Persönliche Bestzeiten
- Siebenkampf: 5351 Punkte, 12. Juni 2024 in Taschkent
  - Fünfkampf (Halle): 3999 Punkte, 10. Februar 2023 in Astana